# アンクルブラック
アンクルブラック（英:Uncle Black、2020年4月28日 - ）は、日本の競走馬。主な勝ち鞍は2025年の京都ハイジャンプ（J・GII）。
馬名の由来は冠名+父名の一部。

## 経歴

### 2歳（2022年）・3歳（2023年）
2022年9月4日小倉芝1800mの2歳新馬戦に坂井瑠星とのコンビでデビューするが8着。2戦目からはダートを使われるも2歳シーズンは未勝利に終わり、明け3歳となった2023年も勝ち切れないレースが続いたが、クリストフ・ルメールを鞍上に迎えた3月19日阪神ダート1800mの3歳未勝利では好位追走から直線でしぶとく脚を伸ばすと最後はセレクティオとの追い比べを制し7戦目で初勝利を挙げる。しかし、その後は着外が続き、3歳シーズンを終える。

### 4歳（2024年）
障害転向初戦となった2024年4月7日福島の障害4歳上未勝利は8着、続く5月12日新潟の障害4歳上未勝利ではラストドラフトの2着と惜敗するも、6月8日東京の障害3歳上未勝利では2番手追走から2周目3コーナーで先頭に立つと後続に1馬身差をつけ障害初勝利を挙げる。秋に入り、11月2日の秋陽ジャンプステークスと12月7日京都の障害3歳上オープンは共に3着と好走した。

### 5歳（2025年）
1月25日小倉の障害4歳上オープンは道中3番手追走から最終障害飛越後に逃げ粘るオオキニをクビ差捕えて差し切り障害2勝目をマークする。続く2月22日小倉の障害4歳上オープンでは道中4番手で脚を溜め、最後の直線で先頭に躍り出ると後続に5馬身差をつけ圧勝する。重賞初挑戦となった5月17日の京都ハイジャンプでは中団追走から直線で先頭に立つと最後はレッドバロッサに7馬身差をつけて快勝し重賞初制覇を果たした。

## 競走成績
以下の内容は、JBISサーチおよびnetkeiba.comに基づく。
| 競走日     | 競馬場 | 競走名           | 格     | 距離（馬場）  | 頭 数 | 枠 番 | 馬 番 | オッズ （人気） | 着順 | タイム （上り3F） | 着差 | 騎手        | 斤量 [kg] | 1着馬（2着馬）       | 馬体重 [kg] |
| ---------- | ------ | ---------------- | ------ | ------------- | ----- | ----- | ----- | --------------- | ---- | ----------------- | ---- | ----------- | --------- | -------------------- | ----------- |
| 2022.09.04 | 小倉   | 2歳新馬          |        | 芝1800m（良） | 11    | 1     | 1     | 046.70（9人）   | 08着 | R1:52.3（36.4）   | -1.7 | 0坂井瑠星   | 54        | トーアライデン       | 474         |
| 0000.09.24 | 中京   | 2歳未勝利        |        | ダ1800m（不） | 10    | 5     | 5     | 039.70（7人）   | 04着 | R1:54.2（38.1）   | -1.2 | 0今村聖奈   | 50        | フェルヴェンテ       | 476         |
| 0000.10.10 | 阪神   | 2歳未勝利        |        | ダ1800m（不） | 11    | 7     | 8     | 011.20（5人）   | 06着 | R1:53.8（39.6）   | -2.4 | 0今村聖奈   | 51        | エルデストサン       | 474         |
| 2023.01.07 | 中京   | 3歳未勝利        |        | ダ1800m（良） | 15    | 3     | 4     | 008.60（5人）   | 03着 | R1:56.1（37.7）   | -0.4 | 0今村聖奈   | 53        | サンデーヒーロー     | 472         |
| 0000.01.29 | 中京   | 3歳未勝利        |        | ダ1800m（良） | 12    | 6     | 7     | 003.80（2人）   | 05着 | R1:56.4（39.1）   | -0.9 | 0今村聖奈   | 53        | マルベリーシチー     | 472         |
| 0000.02.18 | 阪神   | 3歳未勝利        |        | ダ1800m（良） | 8     | 5     | 5     | 013.30（6人）   | 02着 | R1:54.3（37.6）   | -0.7 | 0福永祐一   | 56        | メイショウコガシラ   | 472         |
| 0000.03.19 | 阪神   | 3歳未勝利        |        | ダ1800m（重） | 9     | 4     | 4     | 001.80（1人）   | 01着 | R1:53.0（37.3）   | -0.1 | 0C.ルメール | 56        | （セレクティオ）     | 470         |
| 0000.07.09 | 中京   | 3歳上1勝クラス   |        | ダ1800m（稍） | 16    | 3     | 6     | 007.60（4人）   | 11着 | R1:55.2（40.0）   | -1.4 | 0坂井瑠星   | 55        | ルーカスミノル       | 468         |
| 0000.10.14 | 京都   | 3歳上1勝クラス   |        | ダ1800m（良） | 9     | 7     | 7     | 006.90（4人）   | 06着 | R1:54.8（37.9）   | -0.7 | 0角田大河   | 55        | サンデーファンデー   | 474         |
| 0000.10.28 | 東京   | 3歳上1勝クラス   |        | ダ2100m（良） | 13    | 2     | 2     | 047.7（10人）   | 08着 | R2:14.4（38.4）   | -1.9 | 0荻野極     | 56        | ビップスコーピオン   | 470         |
| 0000.12.17 | 中京   | 3歳上1勝クラス   |        | ダ1900m（稍） | 15    | 8     | 15    | 029.4（10人）   | 13着 | R2:02.9（40.2）   | -1.4 | 0高田潤     | 57        | カフェカルマ         | 476         |
| 2024.04.07 | 福島   | 障害4歳上未勝利  |        | 障2750m（良） | 14    | 8     | 13    | 027.40（8人）   | 08着 | R3:03.6（13.4）   | -3.7 | 0高田潤     | 59        | ロンギングバース     | 468         |
| 0000.05.12 | 新潟   | 障害4歳上未勝利  |        | 障2890m（良） | 11    | 8     | 11    | 009.50（6人）   | 02着 | R3:09.4（13.1）   | -0.2 | 0高田潤     | 59        | ラストドラフト       | 472         |
| 0000.06.08 | 東京   | 障害4歳上未勝利  |        | 障3000m（良） | 11    | 8     | 10    | 001.90（1人）   | 01着 | R3:23.9（13.6）   | -0.1 | 0高田潤     | 60        | （デシマルサーガ）   | 468         |
| 0000.11.02 | 東京   | 秋陽ジャンプS    | OP     | 障3110m（稍） | 8     | 4     | 4     | 011.80（5人）   | 03着 | R3:32.8（13.7）   | -0.7 | 0高田潤     | 59        | サペラヴィ           | 474         |
| 0000.12.07 | 京都   | 障害3歳上OP      |        | 障3170m（良） | 11    | 8     | 11    | 003.70（2人）   | 03着 | R3:35.9（13.6）   | -0.5 | 0高田潤     | 60        | インプレス           | 484         |
| 2025.01.25 | 小倉   | 障害4歳上OP      |        | 障3390m（良） | 7     | 7     | 7     | 003.70（2人）   | 01着 | R3:45.1（13.3）   | -0.0 | 0高田潤     | 60        | （オオキニ）         | 476         |
| 0000.02.22 | 小倉   | 障害4歳上OP      |        | 障3390m（良） | 13    | 5     | 8     | 002.10（1人）   | 01着 | R3:48.3（13.5）   | -0.8 | 0高田潤     | 61        | （ローディアマント） | 482         |
| 0000.05.17 | 京都   | 京都ハイジャンプ | J・GII | 障3930m（不） | 10    | 5     | 5     | 002.00（1人）   | 01着 | R4:36.0（14.0）   | -1.1 | 0高田潤     | 60        | （レッドバロッサ）   | 478         |

1. ↑  障害戦は平均1F

- 競走成績は2025年5月17日現在

## 血統表
| アンクルブラックの血統        | アンクルブラックの血統                    | アンクルブラックの血統                    | （血統表の出典）                          | （血統表の出典）        |
| 父系                          | サンデーサイレンス系（ヘイロー系）        | サンデーサイレンス系（ヘイロー系）        | サンデーサイレンス系（ヘイロー系）        | [ § 2 ]                 |
| 父 キタサンブラック 鹿毛 2012 | 父の父ブラックタイド 黒鹿毛 2001          | *サンデーサイレンス                       | Halo                                      | Halo                    |
| 父 キタサンブラック 鹿毛 2012 | 父の父ブラックタイド 黒鹿毛 2001          | *サンデーサイレンス                       | Wishing Well                              |                         |
| 父 キタサンブラック 鹿毛 2012 | 父の父ブラックタイド 黒鹿毛 2001          | *ウインドインハーヘア                     | Alzao                                     | Alzao                   |
| 父 キタサンブラック 鹿毛 2012 | 父の父ブラックタイド 黒鹿毛 2001          | *ウインドインハーヘア                     | Burghclere                                |                         |
| 父 キタサンブラック 鹿毛 2012 | 父の母シュガーハート 鹿毛 2005            | サクラバクシンオー                        | サクラユタカオー                          | サクラユタカオー        |
| 父 キタサンブラック 鹿毛 2012 | 父の母シュガーハート 鹿毛 2005            | サクラバクシンオー                        | サクラハゴロモ                            |                         |
| 父 キタサンブラック 鹿毛 2012 | 父の母シュガーハート 鹿毛 2005            | オトメゴコロ                              | *ジャッジアンジェルーチ                   | *ジャッジアンジェルーチ |
| 父 キタサンブラック 鹿毛 2012 | 父の母シュガーハート 鹿毛 2005            | オトメゴコロ                              | *テイズリー                               |                         |
| 母 ウインクルキラリ 栗毛 2010 | 母の父ダンスインザダーク 1993 鹿毛        | *サンデーサイレンス                       | Halo                                      | Halo                    |
| 母 ウインクルキラリ 栗毛 2010 | 母の父ダンスインザダーク 1993 鹿毛        | *サンデーサイレンス                       | Wishing Well                              |                         |
| 母 ウインクルキラリ 栗毛 2010 | 母の父ダンスインザダーク 1993 鹿毛        | *ダンシングキイ                           | Nijinsky II                               | Nijinsky II             |
| 母 ウインクルキラリ 栗毛 2010 | 母の父ダンスインザダーク 1993 鹿毛        | *ダンシングキイ                           | Key Partner                               |                         |
| 母 ウインクルキラリ 栗毛 2010 | 母の母ウインクルグラス 黒鹿毛 2002        | *グラスワンダー                           | Silver Hawk                               | Silver Hawk             |
| 母 ウインクルキラリ 栗毛 2010 | 母の母ウインクルグラス 黒鹿毛 2002        | *グラスワンダー                           | Ameriflora                                |                         |
| 母 ウインクルキラリ 栗毛 2010 | 母の母ウインクルグラス 黒鹿毛 2002        | *ポーサー                                 | Bold Ruckus                               | Bold Ruckus             |
| 母 ウインクルキラリ 栗毛 2010 | 母の母ウインクルグラス 黒鹿毛 2002        | *ポーサー                                 | Pacific Princess                          |                         |
| 母系(F-No.)                   | ポーサー(CAN)系(FN:13-a)                  | ポーサー(CAN)系(FN:13-a)                  | ポーサー(CAN)系(FN:13-a)                  | [ § 3 ]                 |
| 5代内の近親交配               | サンデーサイレンス：S3×M3、Lyphard：S5×S5 | サンデーサイレンス：S3×M3、Lyphard：S5×S5 | サンデーサイレンス：S3×M3、Lyphard：S5×S5 | [ § 4 ]                 |
| 出典                          | 1. 2. 3. 4.                               | 1. 2. 3. 4.                               | 1. 2. 3. 4.                               | 1. 2. 3. 4.             |

- 3代母ポーサーの半姉にパシフィカス（ビワハヤヒデ、ナリタブライアン、ビワタケヒデの母）、半妹にキャットクイル（ファレノプシス、サンデーブレイク、キズナの母）がいる。